# Episodi di Magnum, P.I. (quarta stagione)
La quarta stagione della serie televisiva Magnum, P.I. è stata trasmessa in prima visione negli Stati Uniti d'America da CBS tra il 1983 e il 1984.
In Italia è stata trasmessa in prima visione da Italia 1 tra il 1985 e il 1986.
| nº | Titolo originale                   | Titolo italiano               | Prima TV USA      | Prima TV Italia |
| -- | ---------------------------------- | ----------------------------- | ----------------- | --------------- |
| 1  | Home from the Sea                  | Ritorno a casa                | 29 settembre 1983 |                 |
| 2  | Luther Gillis: File #521           | Pratica n. 521                | 6 ottobre 1983    |                 |
| 3  | Smaller Than Life                  | In nome dell'amicizia         | 13 ottobre 1983   |                 |
| 4  | Distant Relative                   | Riunione di famiglia          | 20 ottobre 1983   |                 |
| 5  | Limited Engagement                 | Gli anni d'oro                | 3 novembre 1983   |                 |
| 6  | Letter to a Duchess                | Lettera ad una duchessa       | 10 novembre 1983  |                 |
| 7  | Squeeze Play                       | La scommessa                  | 17 novembre 1983  |                 |
| 8  | A Sense of Debt                    | Il re della montagna          | 1º dicembre 1983  |                 |
| 9  | The Look                           | Una voce dal passato          | 8 dicembre 1983   |                 |
| 10 | Operation: Silent Night            | Uno strano Natale             | 15 dicembre 1983  |                 |
| 11 | Jororo Farewell                    | Povero principe               | 5 gennaio 1984    |                 |
| 12 | The Case of the Red-Faced Thespian | Tutto il mondo è teatro       | 19 gennaio 1984   |                 |
| 13 | No More Mr. Nice Guy               | Una giornata nera             | 26 gennaio 1984   |                 |
| 14 | Rembrandt's Girl                   | La figlia di Rembrandt        | 2 febbraio 1984   |                 |
| 15 | Paradise Blues                     | Requiem per un amore          | 9 febbraio 1984   |                 |
| 16 | The Return of Luther Gillis        | Il ritorno di Luther Gillis   | 16 febbraio 1984  |                 |
| 17 | Let the Punishment Fit the Crime   | Il mistero del drago          | 23 febbraio 1984  |                 |
| 18 | Holmes Is Where the Heart Is       | Sulle orme di Sherlock Holmes | 8 marzo 1984      |                 |
| 19 | On Face Value                      | La vittima innocente          | 15 marzo 1984     |                 |
| 20 | Dream a Little Dream               | Si può sempre sognare         | 29 marzo 1984     |                 |
| 21 | I Witness                          | Testimone oculare             | 3 maggio 1984     |                 |